# Catalisi per trasferimento di fase
Con catalisi per trasferimento di fase o PTC (dall'inglese Phase Transfer Catalysis) ci si riferisce ad un processo chimico dove i reagenti sono presenti in almeno due fasi immiscibili, e una sostanza detta catalizzatore di trasferimento di fase accelera la reazione consentendo ad uno dei reagenti di passare da una fase all'altra. Nel caso più comune le due fasi immiscibili sono entrambe liquide, ma la PTC è talvolta utilizzata in reazioni liquido/solido e liquido/gas. La PTC è usata in vari processi industriali di sintesi organica, principalmente per la sintesi di polimeri, prodotti medicinali e agrochimici, nonché per prodotti di minor importanza economica come coloranti e fragranze. Usando un processo PTC è possibile ottenere reazioni più rapide, con rese più elevate e conversioni migliori, limitare la formazione di sottoprodotti indesiderati, evitare l'uso di solventi costosi o pericolosi necessari a sciogliere tutti i componenti in un'unica fase, evitare la necessità di materiali grezzi costosi e ridurre gli sprechi. I catalizzatori per trasferimento di fase sono particolarmente utili nella chimica verde, dato che l'uso dell'acqua riduce la necessità di solventi organici inquinanti.

## Storia
Le prime osservazioni di catalisi per trasferimento di fase risalgono al 1951, quando Jules Jarrousse usò cloruri d'ammonio quaternario per alchilare fenilacetonitrile con cloroetano. La catalisi per trasferimento di fase si sviluppò poi negli anni sessanta e settanta principalmente ad opera di Mieczysław Mąkosza, Arne Brändström e Charles M. Stark. Il termine catalisi per trasferimento di fase fu coniato da Charles M. Stark nel 1971.

## Meccanismo generale

Meccanismo della catalisi di trasferimento di fase. Il catalizzatore è un catione ammonio quaternario (Q^{+}) che forma una coppia ionica (Q^{+}A^{−}) con il reagente anionico A^{−} e lo trasferisce nella fase organica. Nella fase organica A^{−} reagisce con il substrato R-X formando il prodotto R-A. Il gruppo uscente anionico X^{−} si lega al catalizzatore Q^{+} e viene rilasciato nella fase acquosa.

Le due fasi utilizzate sono spesso una fase acquosa e una fase organica. Il reagente trasferito è di solito un anione solubile nella fase acquosa e insolubile in quella organica. L'anione viene trasferito nella fase organica tramite il catalizzatore di trasferimento di fase. Una volta nella fase organica l'anione è meno idratato e quindi reagisce più facilmente con il substrato organico. La figura illustra uno schema di meccanismo.
Gli anioni trasferiti possono essere di vario tipo a seconda dello scopo della reazione. Possono essere basi come OH− e HCO−3, ossidanti come MnO−4 e ClO−, riducenti come BH−4 e S2O2−4, nucleofili come Cl− e CN−, e tanti altri. I catalizzatori più usati per trasferire anioni sono sali di ammonio quaternario come il bromuro di tetrametilammonio e sali di fosfonio come il bromuro di esadeciltributilfosfonio. Anche i cationi possono essere trasferiti in modo analogo dalla fase acquosa a quella organica; in tal caso in genere i catalizzatori sono eteri corona come 18-corona-6 e polieteri a catena aperta come il glicole polietilenico.

## Esempio
Per esempio, la reazione di sostituzione nucleofila alifatica di una soluzione acquosa di cianuro di sodio con l'1-bromoottano (C8H17Br) generalmente non avviene, poiché l'1-bromottano non si scioglie in soluzioni acquose, e il cianuro di sodio è scarsamente solubile in etere. Con l'aggiunta di piccole quantità di un sale di fosfonio come il bromuro di esadeciltributilfosfonio, gli ioni cianuro possono essere trasportati dalla fase acquosa a quella organica, con formazione di 1-nitrilottano (C8H17CN) con buona resa in novanta minuti a riflusso:
{\displaystyle {\ce {C8H17Br_{(org)}{}+ NaCN_{(aq)}->[{\ce {R4P+Br-}}] C8H17CN_{(org)}{}+ NaBr_{(aq)}}}}